# Сасо Морели (Болоња)
Сасо Морели (итал. Sasso Morelli) је насеље у Италији у округу Болоња, региону Емилија-Ромања.
Према процени из 2011. у насељу је живело 928 становника. Насеље се налази на надморској висини од 25 м.